# Бурабайский могильник
Бурабайский могильник — группа захоронений эпохи бронзы, близ аула Бурабай (курорт Боровое) Акмолинской области Казахстана. Включает 122 небольших кургана, окруженных каменными квадратными или круглыми ограждениями. Основная часть курганов относится к нуринскому периоду андроновской культуры, некоторые — к атасускому и замараевскому периодам. Курганы покрыты каменными плитами или брёвнами. Найдены останки погребённых и предметы домашней утвари (глиняные сосуды с орнаментом, ножи, женские украшения, иголки из бронзы и др.).